# Hemimycena pseudolactea
Hemimycena pseudolactea es una especie de hongo basidiomiceto de la familia Mycenaceae, del orden  Agaricales.

## Sinónimos
- Helotium pseudolacteum (Redhead, 1982)
- Marasmiellus pseudolacteus (Singer, 1951)
- Mycena pseudolactea (Kühner, 1938)